# Albín Stocký
Albín Stocký (Prága, 1876. február 24. – Prága, 1934. április 18.) cseh cukorkészítő kémikus, régész, a Károly Egyetem régész- és sztenológia professzora.
Skřivany cukorgyárában dolgozott. A közeli Nový Bydžov múzeumi egyesületébe belépve, annak titkára lett. Amikor Josef Ladislav Píč meghalt, átvehette a Cseh Nemzeti Múzeum őskori gyűjteményrészlegét, amelynek előbb asszisztense, majd kusztódja, végül igazgatója lett. Egyidejűleg régészeti és történeti tanulmányokat kezdett a Károly Egyetemen. 1920-ban doktori címet szerzett. 1929-től elhagyva a Nemzeti Múzeumot a Károly Egyetemen kezdett oktatni, ahol professzorrá nevezték ki. Ugyanezen évtől a stradonicei kelta oppidum feltárását is vezette, amelyet maga Masaryk elnök finanszírozott. A Csehszlovák Múzeumok Szövetségének aktív tagja volt.

## Művei
- 1926 Pravěk země české I - Kőkorszak. Praha
- 1928 Čechy v době bronzové. Praha
- 1933 Čechy v době železné. Praha
- Múzeumi tárgyak konzervációja. Kézikönyv